# Don Lake
Don Lake est un acteur canadien, né le 26 novembre 1956 à Toronto.

## Filmographie

### Cinéma
- 1980 : Don't Answer the Phone! : l'homme en plastique
- 1982 : Lookin' to Get Out : Alfred Jordon
- 1984 : Police Academy : M. Wig
- 1987 : The Pink Chiquitas : Député Barney Drum
- 1987 : La Gagne : Patsy Fuqua
- 1987 : Blue Monkey : Elliot Jacobs
- 1988 : Appelez-moi Johnny 5 : Manic Mike
- 1988 : Something About Love : Sam
- 1989 : Cannonball 3 : Whitman
- 1991 : Terminator 2 : Le Jugement dernier : Mossberg
- 1991 : Hot Shots! : le médecin
- 1993 : Super Mario Bros. : Sergent Simon
- 1993 : Beethoven 2 : le gérant du magasin de fenêtres
- 1994 : Pionniers malgré eux : Lieutenant Bailey
- 1996 : Waiting for Guffman : Phil Burgess
- 1997 : RocketMan : Flight Surgeon
- 1998 : Les Premiers Colons : Elias
- 2000 : The Extreme Adventure of Super Dave : Donald
- 2000 : Droit au cœur : l'homme transplanté
- 2000 : Bêtes de scène : Graham Chissolm
- 2003 : A Mighty Wind : Elliott Steinbloom
- 2006 : For Your Consideration : une critique de film
- 2008 : Smother : un ministre
- 2013 : Match retour : le producteur de jeu vidéo
- 2014 : Dumb and Dumber De : Dr Meldmann
- 2014 : Corner Gas : Jerome
- 2016 : Zootopie : Stu Hopps (voix)
- 2016 : Mascots : Buddy Campbell
- 2017 : Downsizing : Matt
- 2025 : Spinal Tap 2: The End Continues de Rob Reiner

### Télévision
- 1980 : Bizarre : plusieurs personnages
- 1983 : The Littlest Hobo : M. Wilkinson (2 épisodes)
- 1985 : Check It Out : Officier Stevenson (1 épisode)
- 1986 : Hot Shots : Dr Post (1 épisode)
- 1987 : La nuit tombe sur Manhattan : Grady
- 1989 : Alfred Hitchcock présente : A.C. Boone (1 épisode)
- 1989 : Murphy Brown : Stage Manager (1 épisode)
- 1989 : Jack Killian, l'homme au micro : Big Bob Johnson (1 épisode)
- 1990 : Mes deux papas : M. Higgins (1 épisode)
- 1990 : The Dave Thomas Comedy Show : plusieurs personnages (5 épisodes)
- 1991 : Les Craquantes : M. Porter (1 épisode)
- 1991 : Parker Lewis ne perd jamais : Ira Lefko (1 épisode)
- 1991-1992 : Bill and Ted's Excellent Adventures : M. Preston (16 épisodes)
- 1992 : Petite Fleur : un policier (1 épisode)
- 1992 : La Loi de Los Angeles : Bob Steinlage (1 épisode)
- 1993 : The Building : Brad (5 épisodes)
- 1994 : Ellen : Bob (1 épisode)
- 1995 : Le Prince de Bel-Air : Dr Whitehorn (1 épisode)
- 1995-1996 : The Bonnie Hunt Show : Keith Jedzik (12 épisodes)
- 1997 : Murder One : Joel Mytelka (2 épisodes)
- 1997 : Men Behaving Badly : Epstein (1 épisode)
- 1997-2000 : Pepper Ann : M. Sherman Finky (9 épisodes)
- 1999 : La Famille Delajungle : Harold Fervel (1 épisode)
- 1999 : Larry David: Curb Your Enthusiasm : le directeur de HBO
- 2000 : Teacher's Pet : M. Naven (1 épisode)
- 2001 : Philly : Rudy Garfield (1 épisode)
- 2002-2003 : Ellie dans tous ses états : Dr Don Zimmerman (16 épisodes)
- 2003-2004 : Life with Bonnie : le clown, Dr Bill McClaw et Micky Travisi (3 épisodes)
- 2005 : Marni et Nate : Richard (1 épisode)
- 2006 : Les Razmoket : Tom Thumb (1 épisode)
- 2006 : Old Christine : Carl (1 épisode)
- 2007 : American Dad! : Bad Larry et l'espion (1 épisode)
- 2010 : Avalon High : Un amour légendaire : le père d'Allie
- 2010 : Enquêteur malgré lui : C. Lee Banting (1 épisode)
- 2011 : $h*! My Dad Says : Marvin (1 épisode)
- 2012 : Modern Family : Dr Sendroff (1 épisode)
- 2012 : Last Man Standing : Professeur (1 épisode)
- 2012 : How I Met Your Mother : Juge Albert Donovan (1 épisode)
- 2014 : Anger Management : James (1 épisode)
- 2015 : The Odd Couple : Kent (1 épisode)
- 2016 : The Soul Man : Dr Zagelman (2 épisodes)
- 2020-2022 : Space Force : Brigadier-Général Brad Gregory (VF : Vincent Violette)